# Lygosoma bowringii
Lygosoma bowringii is een hagedis uit de familie van de skinken.

## Naam en indeling
De wetenschappelijke naam van de soort werd voor het eerst voorgesteld door Albert Günther in 1864. Günther deelde de soort in het geslacht Eumeces, later werd de skink ook tot de geslachten Riopa en Mochlus gerekend. Günther gebruikte oorspronkelijk de naam Eumeces bowringii. De soortaanduiding is een eerbetoon aan Sir John Bowring, een Britse staatsman die onder meer gouverneur van Hongkong was. Bowring had het specimen, afkomstig uit Hongkong, geschonken aan het British Museum.

## Uiterlijke kenmerken
De lichaamskleur is bruin, de onderzijde is lichter. De flanken hebben een donkere streep, er is een lichte streep op de bovenlip die doorloopt naar de buik. De lichaamslengte is ongeveer zes centimeter exclusief staart. De staart is ongeveer even lang als het lichaam. De poten zijn klein maar goed ontwikkeld. Juveniele dieren hebben een helder rode staart, deze kleur verdwijnt naarmate de dieren ouder worden.
De gehooropening is klein en rond, lobjes achter de opening ontbreken.

## Verspreiding en habitat
De skink komt voor in delen van Azië en leeft in de landen Cambodja, China (Hongkong), India, Filipijnen, Indonesië, Laos, Maleisië, Myanmar, Singapore, Thailand en Vietnam. Het is van de 32 Lygosoma- soorten de enige die ook in Australië voorkomt, maar alleen op de noordwestelijk gelegen Cookeilanden. Sinds 1978 is de hagedis ook bekend van Christmaseiland, de Engelse naam is Christmas Island grass-skink.
De habitat bestaat uit begroeide gebieden met een strooisellaag zoals bossen en graslanden. Ook in door de mens aangepaste gebieden komt de skink voor, zoals wegbermen, parken en tuinen.